# Hosszú-hegyi 2. sz. barlang
A Hosszú-hegyi 2. sz. barlang a Duna–Ipoly Nemzeti Park területén lévő Pilis hegységben található egyik barlang. Turista útikalauzokban is ismertetve van.

## Leírás
Pilisszántó külterületén, a Hosszú-hegy meredek, DNy-i lejtőjén, a 479 HP-től K-re, a 26. számú jelzőoszloptól D-re, erdőben, sziklafal alján helyezkedik el a barlang természetes, 2 m széles és 2 m magas bejárata. A bejárat 20 m hosszú, kényelmesen, felszerelés nélkül is járható barlangba vezet. Felső triász dachsteini mészkőben freatikus körülmények között alakult ki az üregrendszer. Gömbfülkék és gömbüstök figyelhetők meg benne. A falakon kevés cseppkő és különféle borsókövek vannak. A barlang oldott, folyamatosan lejtő folyosója 1,5 m mély letöréssel fejeződik be. Feltáró kutatásra alkalmas lehet. Szabadon és engedély nélkül megtekinthető.
2011-ben volt először Hosszú-hegyi 2. sz. barlangnak nevezve a barlang az irodalmában. Előfordul irodalmában Hosszu-hegyi II. számu barlang (Szablyár, Havas, Sisák 1977), Hosszú-hegyi II. barlang (Kordos 1984), Hosszúhegyi II. barlang (Bertalan 1976) és Hosszú-hegyi-barlang (Kordos 1984) neveken is.

## Kutatástörténet
Az 1948. évi Hidrológiai Közlönyben publikálva lett, hogy a Hosszú-hegy kiemelkedésével alábbszállt a Hosszú-hegyben a karsztvízszint és megszűnt a működése a Ziribári-, Hosszúhegyi-, Pilisszántói- és Szurdokvölgyi-barlangok forrássorozatának. Az 1967-ben napvilágot látott Pilis útikalauz című könyvben szó van arról, hogy a Hosszú-hegy gerincén haladó zöld jelzést követve, a Hosszú-hegyi-zsombolytól a gerincösvényen továbbhaladva, a 26. számú erdészeti határpontnál nagyon szép kilátóhely található. Ettől 30 m-re, a sziklafal alatt hévizes eredetű, kis barlang helyezkedik el. Ettől a barlangtól DK-re kb. 200 m-re vannak a Háromlyukú-zsomboly bejáratai. Ez utóbbi két barlangban a közelmúltban hirtelen elhunyt Szitár Ferenc természetbarát barlangkutató végzett feltáró munkát.
Az 1974-ben kiadott Pilis hegység útikalauzban, a Pilis hegység barlangjait leíró részben szó van arról, hogy a Hosszú-hegy gerincén, a Hosszú-hegyi-zsombolytól a gerincösvényen továbbhaladva a zöld jelzés mentén, a 26. számú erdészeti határpontnál nagyon szép kilátóhely van. Ettől 30 m-re, a sziklafal alatt hévizes eredetű, kis barlang található. Ettől a barlangtól DK-re kb. 200 m-re vannak a Háromlyukú-zsomboly bejáratai.
Az FTSK Barlangkutató Szakosztály 1975. évi jelentésében meg van említve, hogy elkészült a Hosszú-hegyi II.sz. barlang térképe (Szablyár Péter), amely le lett adva a Magyar Karszt- és Barlangkutató Társulat térképtárába. Az 1976. évi MKBT Meghívó szerint 1976-ban az FTSK Barlangkutató Szakosztálynak volt kutatási engedélye a Pilis hegységben lévő Hosszuhegyi-zsomboly és barlang kutatásához.
A Bertalan Károly által írt és 1976-ban befejezett kéziratban az olvasható, hogy a Pilis hegységben, a Pilis-vonulatban, Pilisszántón helyezkedik el a Hosszúhegyi II. barlang. A 479 HP-tól K-re található határnyiladék alatti sziklafal oldalában van. A 26. számú jelzőoszloptól D-re, a nyiladék folytatásában, 20 m-re kissé jobbra, majdnem a sziklafal aljában van a barlang bejárata. A barlang hévizes eredetű. A kézirat barlangra vonatkozó része 1 kézirat alapján lett írva.
Az 1977. évi MKBT Beszámolóban lévő Ferencvárosi Természetbarátok Sportköre Barlangkutató Szakosztályának 1977. évi jelentésében meg van említve, hogy a Hosszu-hegyi II. barlang adatai megtalálhatók az FTSK Szabó József Csoportjának tudományos igényű különjelentésében.
Az 1977. évi MKBT Beszámolóban publikált FTSK Barlangkutató Szakosztálya Szabó József Csoportjának 1977. évi jelentésében szó van arról, hogy a Hosszu-hegyi II. számu barlangnak a Hosszú-hegy gerincén található 26. számú erdészeti határkarótól D-re, nagyon karsztosodott területen van a bejárata, amint azt a 11. számú ábra mutatja. A bejárat egy gömbüst, amely a D-i oldalán le van metszve és kb. 3 m átmérőjű. A gömbüstön keresztül É–D-i irányú rövid folyosóba lehet jutni, amely a bejárattól 7 m-re egy 2 m mély tereplépcsővel a barlang jelenlegi végpontját jelentő üregbe vezet. A bejárattól 5 m-re, a folyosó mennyezete alatt, Ny-i irányban egy keresztirányú repedés húzódik, amely kb. 1 m után megint a főjárattal párhuzamossá válik és egy rendkívül szűk járathoz csatlakozik. A járat szelvénye a szűkület után valószínűleg megint nő. Denevérek vannak a szűkület mögötti részen.
Az 1960-as évek elején a barlang kitöltése el lett távolítva. Ezt a munkát Szitár Ferenc vezette, és ekkor az oldalfalakon festett csíkkal lett jelölve az eredeti kitöltés szintje. A barlangban a gömbüstös formák uralkodnak, borsókő nincs benne. A bejárathoz közel néhány kis cseppkőképződmény alakult ki, amelyeknek nagy része száraz, pusztul. Említésre méltó egy kis üreg, amelynek a Hosszú-hegyi 2. sz. barlang bejáratától Ny-ra van a bejárata. A barlang feletti sziklafalban néhány, ember számára járhatatlan méretű sziklaüreg látható.
A kiadványba bekerült a Hosszú-hegy barlangjainak földrajzi elhelyezkedését szemléltető rajz, amelyen a barlang II. barlang néven szerepel. A jelentésben megtalálható a barlang alaprajz térképe 4 keresztmetszettel és hosszmetszet térképe, amelyek méretaránya 1:100. Ennek a két Szablyár Péter által szerkesztett térképnek az elkészítéséhez Havas Péter és Szablyár Péter mérték fel a barlangot. (A térképlapon együtt van ábrázolva a Hosszú-hegyi 4. sz. barlanggal.) A 137. oldal ábráján fel vannak tüntetve a barlang bejáratától 3 m-re (a 139. oldal szerint 4 m-re) és a végponton mért szórványos hőmérséklet adatok. A csoport 1977. évi jelentésében, a publikált részeken kívül van egy hossz-szelvény (1:50.000 méretarány, 2,5-szörös magassági torzítás), amelyen a Pilis hegytől a Duna medréig fekvő rész domborzati viszonyai vannak ábrázolva. A rajzon jelölve van a 430 m tszf. magasságban lévő Hosszú-hegyi 2. sz. barlang (7 m hosszú és 4 m mély) földrajzi elhelyezkedése. A kéziratban látható két fénykép. Az egyiken a barlang kívülről fényképezett bejárata, a másikon belülről fényképezett bejárati része figyelhető meg.
A csoport 1978. évi jelentésében az olvasható, hogy a csoport 1978 tavaszán folytatta a Hosszú-hegy tetején elhelyezkedő bemélyedések topográfiai felmérését a 26. számú erdészeti karótól ÉNy-ra, valamint a Hosszú-hegyi 3. sz. barlangtól DK-re eső területeken. A jelentésben látható a felmérés eredménye a színes 2.4 ábrán, amelyen megfigyelhető a 2.sz.barlang földrajzi elhelyezkedése. Az 1978. évi MKBT Beszámolóban napvilágot látott az ábra fekete-fehér változata.
Az 1983. évi Karszt és Barlangban van egy olyan ábra, amelyen a Pilis hegység Pilis hegytől Dunáig terjedő részének hossz-szelvénye látható. A rajzon megfigyelhető a terület jelentős barlangjainak földrajzi elhelyezkedése és az, hogy a barlangok mekkora tszf. magasságban helyezkednek el. Az ábrán szerepel a 430 m tszf. magasságban elhelyezkedő Hosszú-hegyi II. barlang. A barlang 7 m hosszú és 4 m mély. Az 1984-ben napvilágot látott Magyarország barlangjai című könyv országos barlanglistájában szerepel a Pilis hegység barlangjai között a barlang Hosszú-hegyi-barlang néven Hosszú-hegyi II. barlang névváltozattal. A listához kapcsolódóan látható a Dunazug-hegység barlangjainak földrajzi elhelyezkedését bemutató 1:500 000-es méretarányú térképen a barlang földrajzi elhelyezkedése.
Az 1991-ben megjelent útikalauzban meg van ismételve az 1974-es útikalauzban lévő barlangismertetés. A Kárpát József által írt 1991-es összeállításban meg van említve, hogy a Hosszú-hegyi 2. sz. barlang (Pilisszántó) 22 m hosszú és 12 m mély. Szokol Adrienn 2011-es kéziratában található egy helyszínrajz, amelyen a 4830-as barlangkataszteri terület barlangjainak földrajzi elhelyezkedése látható. Az ábrán meg lett jelölve a barlang földrajzi elhelyezkedése. A kéziratban az van írva, hogy a Hosszú-hegyi 2. sz. barlang a Hosszú-hegyen, 455 m tszf. magasságban nyílik. A hévizes eredetű barlang 20 m hosszú és 4 m függőleges kiterjedésű. Cseppkő és borsókő figyelhető meg benne. Az MKBT Tájékoztató 2011. november–decemberi füzetében meg van említve, hogy intenzív, alulról áramló légmozgás észlelhető a Szurdok-völgyi 2. sz. víznyelő alsó járataiban. A jelenségből egy nagy méretű, a Pilis hegy felől jövő, még feltáratlan patakos ágra lehet következtetni, vagy arra, hogy a Szurdok-völgyi 2. sz. víznyelő összefügg azokkal a hévizes tevékenységgel keletkezett, légteres barlangjáratokkal, amelyek a Hosszú-hegy felső részén találhatók.

## Képek

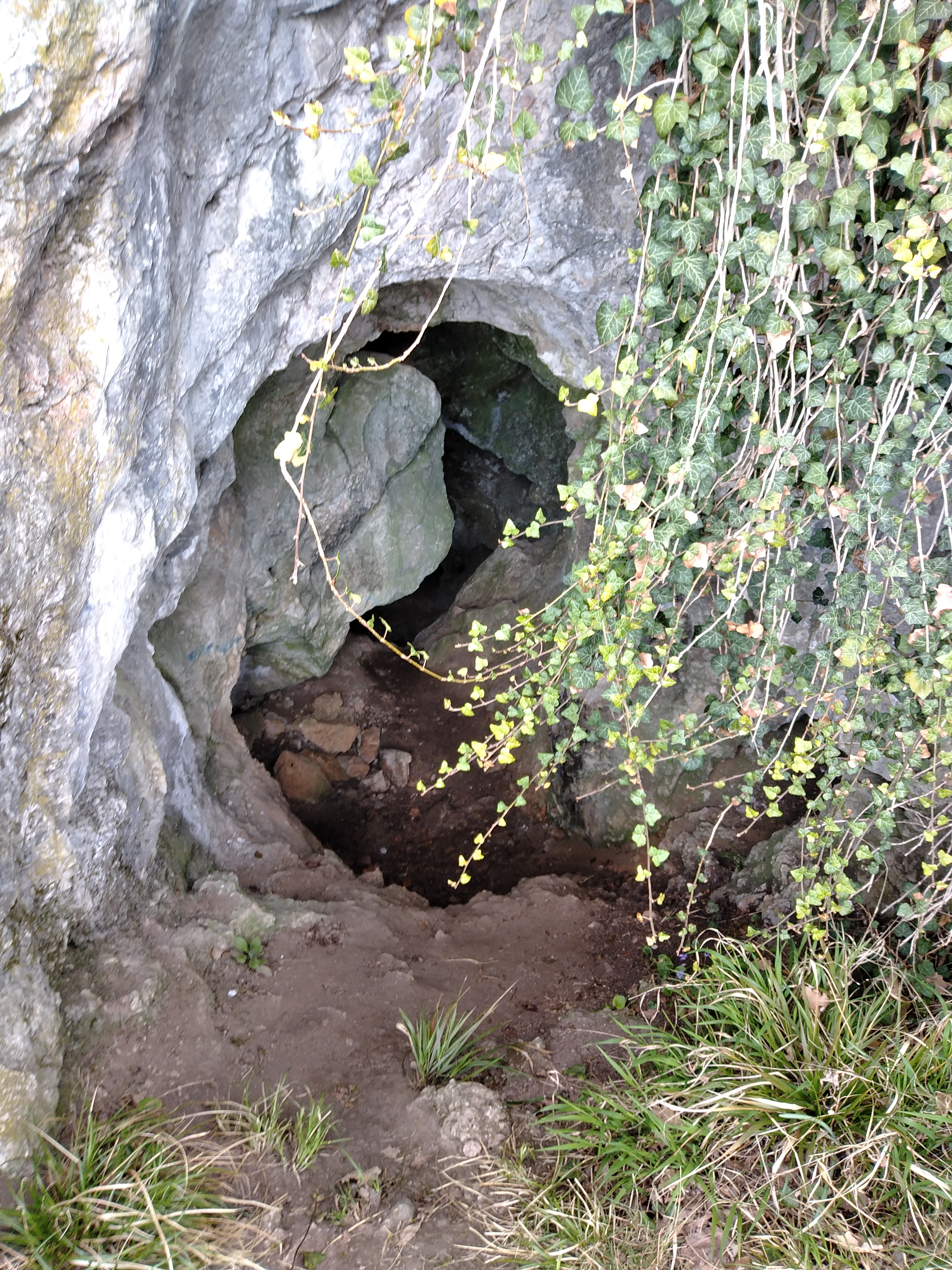
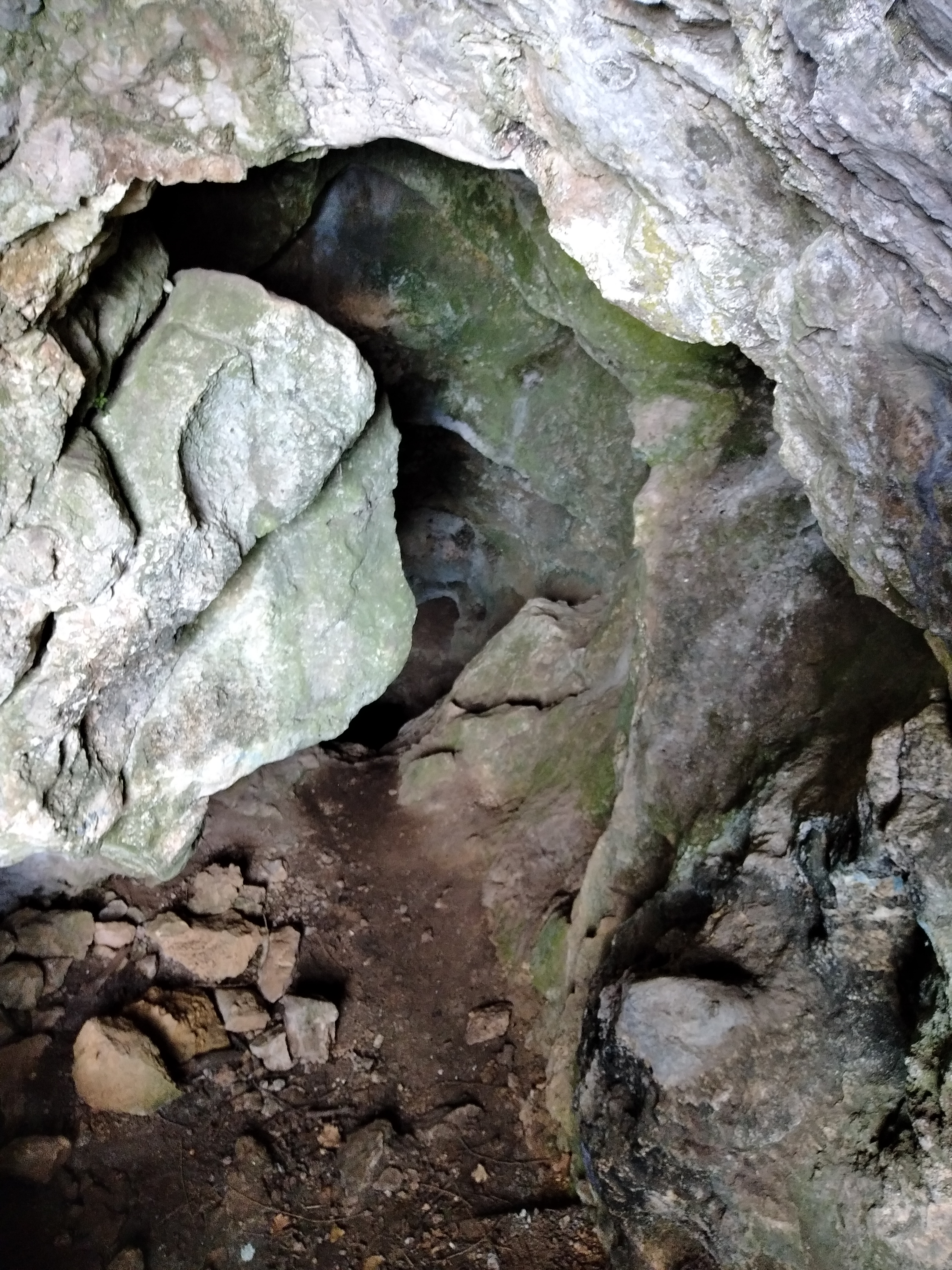
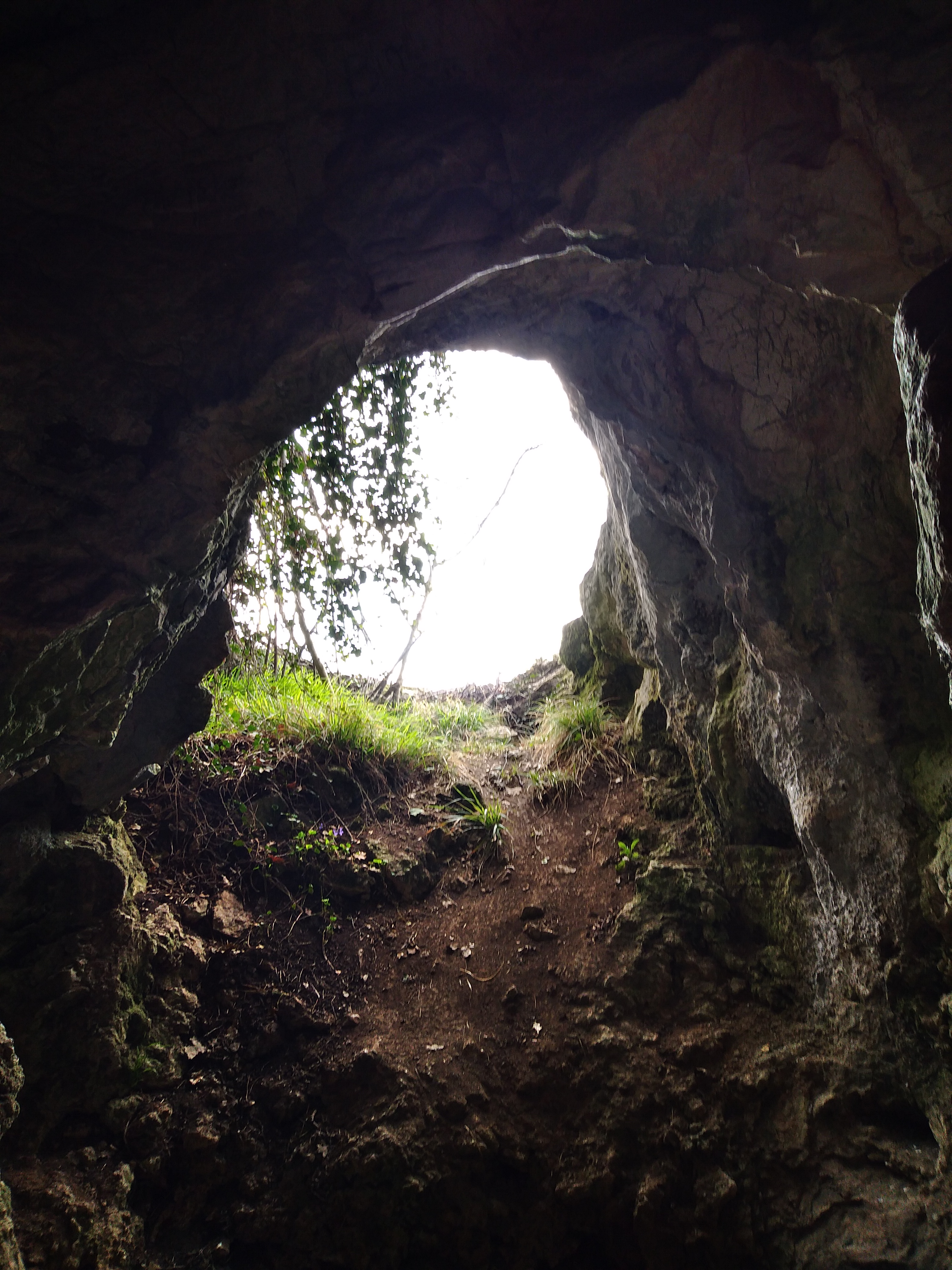

## További irodalom
- Szitár Ferenc: Terepjelentés. Kézirat, 1962.